# Comuna Iordăcheanu, Prahova
Iordăcheanu este o comună în județul Prahova, Muntenia, România, formată din satele Iordăcheanu (reședința), Mocești, Plavia, Străoști, Valea Cucului și Vărbila.

## Amplasare
Comuna Iordăcheanu este situată pe ambele maluri ale râului Cricovul Sărat, în zonă colinară. Se învecinează cu comuna Gornet Cricov la nord-est, cu comuna Ceptura la est, cu orașul Urlați la sud, cu comuna Plopu, la vest și cu comuna Podenii Noi la nord. Pe malul stâng al râului, este străbătută de șoseaua județeană DJ102C, care o leagă înspre sud de Urlați și Albești-Paleologu (unde se termină în DN1B) și înspre nord și est, în susul râului, de Apostolache, Sângeru și mai departe în județul Buzău de Cislău (unde se termină în DN10). Pe malul stâng, ramificată din DJ102C la Plavia, trece șoseaua județeană DJ102E, care duce la Plopu și Bucov (unde se termină tot în DN1B); la rândul său, din DJ102E se ramifică lângă Iordăcheanu șoseaua județeană DJ100L, care duce spre Bălțești și Măgurele (unde se termină în DN1A).

## Demografie
Componența etnică a comunei Iordăcheanu
     Români (95,22%)
     Alte etnii (4,78%)
Componența confesională a comunei Iordăcheanu
     Ortodocși (94,09%)
     Alte religii (0,49%)
     Necunoscută (5,42%)
Conform recensământului efectuat în 2021, populația comunei Iordăcheanu se ridică la 5.107 locuitori, în scădere față de recensământul anterior din 2011, când fuseseră înregistrați 5.150 de locuitori. Majoritatea locuitorilor sunt români (95,22%). Din punct de vedere confesional, majoritatea locuitorilor sunt ortodocși (94,09%), iar pentru 5,42% nu se cunoaște apartenența confesională.

## Politică și administrație
Comuna Iordăcheanu este administrată de un primar și un consiliu local compus din 15 consilieri. Primarul, Aurel Constantin[*], de la Partidul Național Liberal, este în funcție din octombrie 2020. Începând cu alegerile locale din 2024, consiliul local are următoarea componență pe partide politice:
|  | Partid                          | Consilieri | Componența Consiliului | Componența Consiliului | Componența Consiliului | Componența Consiliului | Componența Consiliului | Componența Consiliului | Componența Consiliului | Componența Consiliului | Componența Consiliului |
|  | ------------------------------- | ---------- | ---------------------- | ---------------------- | ---------------------- | ---------------------- | ---------------------- | ---------------------- | ---------------------- | ---------------------- | ---------------------- |
|  | Partidul Național Liberal       | 9          |                        |                        |                        |                        |                        |                        |                        |                        |                        |
|  | Partidul Social Democrat        | 5          |                        |                        |                        |                        |                        |                        |                        |                        |                        |
|  | Alianța pentru Unirea Românilor | 1          |                        |                        |                        |                        |                        |                        |                        |                        |                        |

## Etimologie
Denumirea localității își trage obârșia din antroponimul «Iordache» + sufixul -an(u) cu valoare posesivă. Patronimicul respectiv apare în documentele secolului al XVII-lea (23 mai 1641, dar și 20 august 1647 și 18 septembrie 1653) când drept «Iorgachi vornic din Bătești-Ph.», care ar fi ctitorit mânăstirea Suharet (Vâlcea) în memoria vătafului de aprozi, Cerchiezul, ucis de tătari, când «Iordache vornicul din Cozleci» (Coslegi – Valea Călugărească), care lăsa schitului din localitate întreaga sa avere, iar «rumânii săi urmau să facă un slomn de piatră, două umblători de piatră și să îngrijească mânăstirea, fiind iertați, în schimb, de rumânie».
Care din cei doi să fi fost ctitorul schitului nu se știe. Se știe însă că numele unuia din cei doi a dat numele schitului, iar, prin extensie, denumirea a trecut și asupra așezării. De altfel, în două documente din 10 iunie 1670 și 8 august 1688 se relatează că «mânăstirea lui Iordache, vornic de pe Cricov» fusese închinată mitropoliei de către vel medelnicerul Stroe, nepotul lui Iordache.

## Istoric
În vatra satului Valea Cucului (spre sud) s-a descoperit o așezare daco-romanică (sec. IV–V) însemnată prin aspectele culturale inedite, iar la Ferma Plavia din satul cu denumire arhaică, Străoști, o așezare străromânească (sec. V-VIII) importantă pentru confirmarea continuității în zonă (consemnăm și importantul depozit de seceri din bronz descoperit aici în iunie 1974).
Hazardul face ca primele atestări documentare, pe care le cunoaștem, să se refere la același sat Străoști, amintit atât într-un hrisov semnat de Radu cel Frumos la 28 octombrie 1464 pentru a întări mânăstirii Snagov mai multe sate, fapt confirmat de Basarab cel Tânăr la 23 martie 1482, într-o carte domnească emisă la Gherghița aceleiași mânăstiri pentru «jumătate de Străoști».
Deși așezare veche și ea, satul Vărbila, consfințit în documente abia prin 1521, când e amintit «hotarul Varbilei» și prin 1526-1527, când Radu de la Afumați recunoștea mânăstirii de aici cele două ocini dăruite de Dragomir, spătarul lăcașului de rugă dăruit de el.
Pentru că pisania mănăstirii „Adormirea [Maicii Domnului]” din Vărbila certifică faptul că lăcașul de închinăciune ar fi fost ctitorit de marele spătar Dragomir, de banul Toma și de un al doilea vistier, Caraci, și ar fi fost edificat de un meșter, pe nume Ștefan, după alte documente, pe la 1510, după pisanie la 1539.
Pornind de la data pisaniei, întocmitorul «Bibliografiei localităților și monumentelor feudale din România», N. Stoicescu ne deconcertează atunci când atrage atenția că «în documente apar doi spătari cu numele Dragomir; primul e din Petroșani și apare în sfat între 1530-1534 și al doilea e din Orboiești și este menționat în sfat între 1541-1545».
Într-adevăr, documentele atestă existența a doi spătari cu același nume într-o perioadă de timp apropiată, dar N.S. ne lasă oarecum derutați, neoptând pentru unul din ei.
Dragomir din Orboiești, cel aflat în sfatul domnesc în calitate de mare spătar, între 13 august 1541 și 25 martie 1545, iar intre 1554-1557, în calitate de mare vistier, a pribegit o vreme din pricina domnului Mircea Ciobanul, care i-a tăiat doi frați, pe marele stolnic Dragu și pe marele spătar, Stroe. Mai avea un frate, pe marele logofăt Tudor. În 1554 era solul lui Pătrașcu cel Bun pe lângă principele Transilvaniei. După moartea lui Pătrașcu cel Bun, la sfârșitul anului 1557, împreună cu soția sa, Neacșa, pribegește din nou (la domnie revenind Mircea Ciobanul pentru a treia oară), în Transilvania. Apoi nu se mai știe nimic despre el, dar soția se mai află acolo încă prin 1566.
Celălalt Dragomir din Cepturile, frate cu Toma din Pietroșani, cel de-al doilea ctitor al mănăstirii, care figurează în sfatul domnesc ca ban între 1533 și 1536, deci cam în același timp cu fratele său, Dragomir, în vremea domniei lui Vlad Vintilă de la Slatina. Se știe însă că banul Toma a fost «tăiat» de Radu Paisie la începutul anului 1536, iar fratele sau, fostul spătar Dragomir, se pare că avusese aceeași soartă, cu vreun an mai înainte, din partea lui Vlad Vintilă, care l-ar fi ucis pentru «rea hiclenie» și, în consecință, i-a luat «toate averile».
Pisania datează din 1539, când cei doi ctitori nu mai existau de fapt. Se pare că vitregia vremurilor (îndeosebi seismele) au avut o influență nefastă asupra lăcașului, astfel că boierul Pana Filipescu, în vremea lui Matei Basarab, reface construcția cu pricina, după spusele fiului său, Matei Filipescu, mare aga, punându-i noua pisanie, reconstituită cu aproximație. Și acum lucrurile încep să se mai limpezească, dacă ne reamintim de hrisovul lui Radu de la Afumați, prin care confirmă cele două ocini făcute danie de spătarul Dragomir mănăstirii ctitorite de el, prin anul 1526-1527. Deci, mănăstirea exista la acea dată și, coincidență, Dragomir din Cepturile figurează în documentele de atunci ca mare spătar, funcție pe care a îndeplinit-o atât între 1525-1526, cât și între 15 iunie și 6 iulie 1530. În acest ultim mandat de mare spătar îl însoțește pe Vlad Înecatul. Sabina Popescu, în articolul Biserica fostei Mănăstiri Verbila (Magazin Istoric, an. VIII, nr. 4 (85)/apr. 1974, p.96), susține că «din pisania bisericii aflăm că a fost zidită în anul 1532...». Am văzut însă ce e cu pisania și știm, din documente, că ea exista deja în 1526-1527. Înseamnă că mănăstirea trebuie să fi fost construită puțin mai înainte (1525?), sau chiar prin 1510, cum susțin alții, pentru că, de fapt, acesta era obiceiul: după ce ctitorul își înălța așezământul, îl și înzestra cu ocine, vii, moșii, etc, cu care acesta să obțină un venit pentru întreținerea sa și a călugărilor.
Tot la mănăstirea Vărbila se referea și o carte domnească, semnată la 6 martie 1680 de către Șerban Cantacuzino (1678-1688), prin care dăruia mănăstirii de aici părți din satele Pătârlagele și Tega din județul Buzău.
Lipsesc documentele din secolul al XVIII-lea. Știm doar că în memoriile generalului Bauer (1788) este menționată Vărbila.
«Istoria Daciei...» a lui D. Fotino, consemnează Straoști și abia «Analele parlamentare» semnalează Iordacheanu, cu 27 de familii, dar și Straoști cu 74 de familii și Vărbila cu numai 37 de familii. La 17/29 decembrie 1863 se votează «Legea Secularizării Averilor Mănăstirești», după care moșiile mănăstirii Vărbila trec în patrimoniul statului.
La sfârșitul secolului al XIX-lea, comuna Iordăcheanu făcea parte din plasa Cricov și era formată din satele Iordăcheanu, Mocești și Plavia, adică doar cele de pe malul stâng al Cricovului Sărat. Comuna avea în total 287 de case de locuit și 1.141 de locuitori, în 1892. În 1864 fuseseră împroprietăriți din comună 136 de țărani. Comuna nu avea școală, copiii învățând la școala din Urlați; în comună era câte o biserică în fiecare sat — cea din Mocești ridicată în 1694, cea din Plavia în 1814, iar cea din Iordăcheanu în 1864. Satele aflate pe malul drept al râului făceau parte, alături de alte sate, din comuna Hârsa, o comună ce avea în total 1.863 de locuitori, 5 biserici și o școală frecventată de 45 de elevi.
În perioada interbelică, comuna a fost temporar desființată și satele sale trecute la comuna Gornet-Cricov. A fost reînființată în 1938, cu aceeași compoziție. În 1950, a fost arondată raionului Urlați din regiunea Prahova, iar în 1952 — raionului Mizil din regiunea Ploiești. În 1968, a redevenit parte a județului Prahova, o comună formată din satele: Iordăcheanu, Mocești, Plavia, Străoști, Valea Cucului și Vărbila, primind și o parte din satele comunei Hârsa.

## Populația și îndeletnicirile sale
Evoluția demografică a comunei Iordăcheanu a fost următoarea :
| An   | Număr locuitori |
| ---- | --------------- |
| 1872 | 1.400           |
| 1897 | 1.141           |
| 1960 | 5.364           |
| 1965 | 5.623           |
| 1970 | 5.458           |
| 1975 | 5.797           |
| 1980 | 5.860           |

Ocupația lor de baza : agricultura, viticultura, apicultura, pomicultura și creșterea animalelor.

## Dezvoltarea culturii
Deși DGJPh susținea că la sfârșitul secolului al XIX-lea nu era școală în Iordăcheanu, documentele atestă că în 1838 funcționau ca învățători :
- M. Sava Popescu, la Vărbila (unde era în post și în 1841) și unde veneau și copii din Straoști și Valea Cucului,
- Dima Hristea la Mocesti, și, doar Plavia și Iordacheanu nu aveau învățător.
- în 1859, funcționau școlile din Vărbila, Straoști, dar și Iordacheanu,
- iar în 1861 erau învățători Ion Ghinescu la Iordacheanu și Plavia, iar Teodoru Preotescu, la Straoști.

Așa se explică faptul că la sfârșitul veacului XIX, în comună existau 64 știutori de carte.

## Monumente istorice

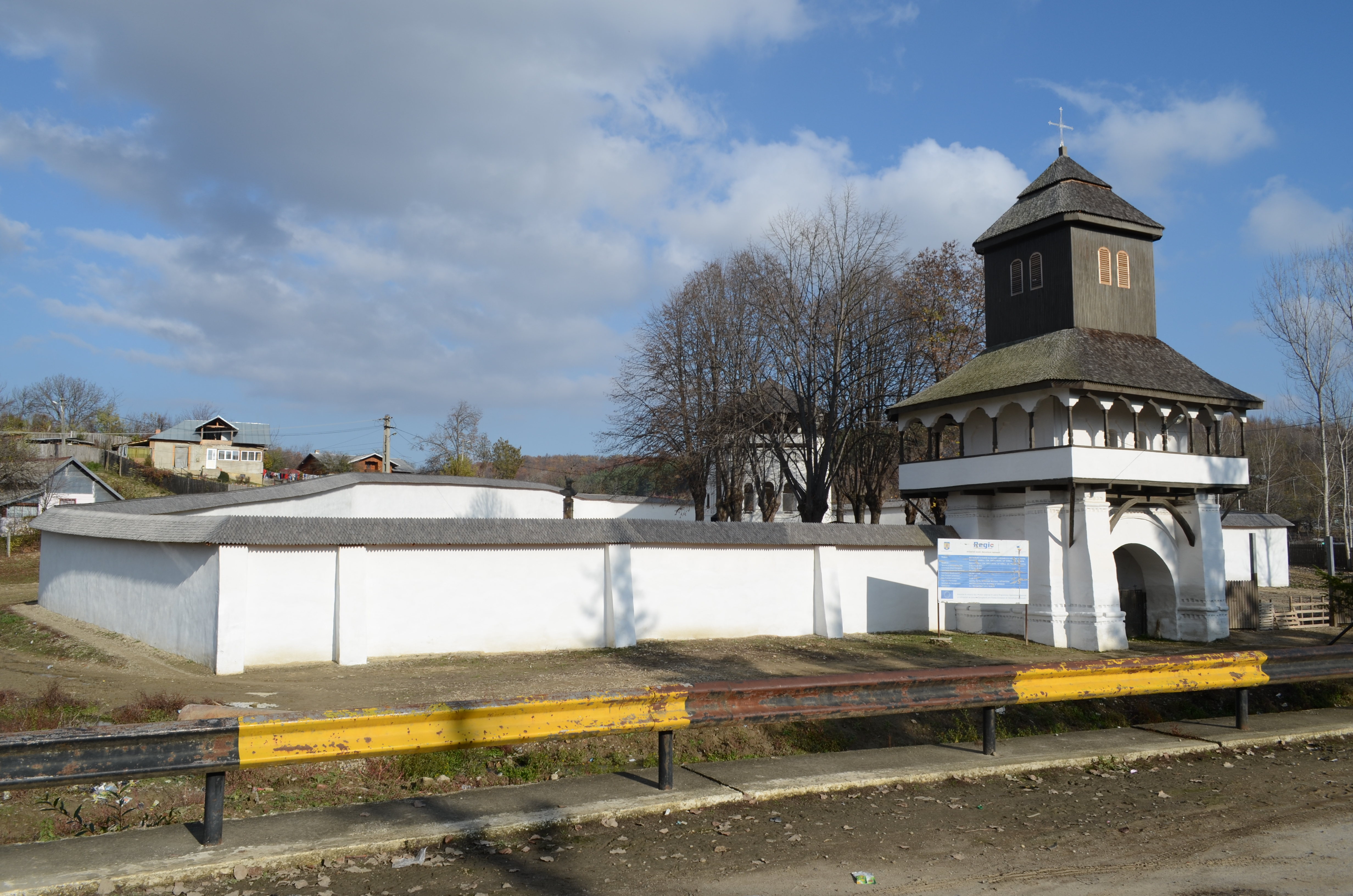
Mănăstirea Vărbila, monument istoric

În comuna Iordăcheanu se află fosta mănăstire Vărbila, monument istoric de arhitectură de interes național, datând din 1535, refăcută în secolele al XVII-lea și al XIX-lea, aflată în satul Vărbila. Ansamblul constă din biserica „Adormirea Maicii Domnului” (1539), ruinele stăreției, turnul-clopotniță și zidul de incintă (ultimele trei datând din secolul al XVII-lea).
În rest, alte trei obiective din comună sunt incluse în lista monumentelor istorice din județul Prahova ca monumente de interes local. Două sunt situri arheologice: așezarea din secolele al IV-lea–al V-lea de la „Biserica Veche” din Valea Cucului; și așezarea din secolele al V-lea–al VII-lea de la „Ferma Plavia” din satul Străoști. Un al treilea, clasificat ca monument memorial sau funerar, este crucea de piatră (1826) din curtea bisericii din Plavia.